# Нула
0 (нула, от лат. nulla – нищо) е цяло число, следващо -1 и предхождащо 1. Общо погледнато, числото нула изразява „нищо“ или отсъствие на количество, а в математиката изразява празно множество. Цифрата нула е знак за празно място в позиционните бройни системи. Няма еднозначно мнение дали нулата е естествено число, тъй като могат да се ползват исторически и теоретични аргументи.
Числото 0 можем да открием върху термометрите, за да знаем кога температурата е 0°.

## История
В исторически аспект, нулата като число се появява много по-късно от останалите числа. Първите източници сочат, че използването на отделен знак за празно място (т.е. в смисъла на съвременната 0) в позиционната бройна система датират от 3-тото хилядолетие пр.н.е. във Вавилон. Въпреки това, тя не се използва в смисъл на число, каквото го познаваме днес.
Нулата не е била позната и на древните гърци и римляни. Запазените текстове от това време показват, че стойността е била по-скоро обект на философски, а по-късно в средновековието и на религиозни спорове на тема как „нищото може да бъде нещо“.
Все пак първите доказателства за съществуването на нула като число датират малко по от рано, 5 – 3 век пр.н.е. в Индия. Индийските математици са първите, които дефинират понятие, близко до съвременното значение на числото. По-късно то се възприема и от арабските учени и преминава в Европа около 1200 г.
Маите също са имали позиционна бройна система, която е използвала знак за 0, но не е оказала влияние върху други цивилизации.

## Етимология
В българския език нула е заимствана от латинската дума nullus (никой).
Терминът nulla figura (никакъв знак) се появява в средновековието в латински преводи от арабски. Nulla се среща за първи път в ръкописите на Шуке (1484) и в първата печатна аритметика (1478). Интересно е да се отбележи, че първоначално нулата е наричана „цифра“. В съвременните романски езици, както и в английски (фр. zéro, англ. zero, исп. cero) думата произлиза от италианската zefiro, която идва от арабската дума صفر, şafira (празен), şifr (нула, нищо), което от своя страна е превод от санскрит на śūnya (शून्य) – празен.

## Математически свойства
За всяко реално или комплексно число a:
- {\displaystyle a+0=0+a=a\,}
- {\displaystyle a\cdot 0=0\cdot a=0.}
- ако {\displaystyle a\neq 0\,} тогава {\displaystyle a^{0}=1\,}
- {\displaystyle 0^{a}=0\,}
- {\displaystyle 0^{0}\,} е дефинирано или като неопределеност, или като равно на 1 (зависи от дисциплината и/или контекста)
- {\displaystyle 0!=1\,}
- {\displaystyle a+(-a)=0\,}
- {\displaystyle 0 \over 0\,} е неопределеност
- {\displaystyle {0 \over a}=0\,}
- Делението на което и да е число на нула, освен нула, е невъзможно, тъй като: {\displaystyle {a \over 0}=b}{\displaystyle <=>}{\displaystyle {b\cdot 0}=a}, а както следва от свойствата на нула, {\displaystyle {b\cdot 0}=0} за всяко {\displaystyle {b}}. И горното равенство няма да бъде вярно за „a“ и „b“ различни от нула
- 0 е четно число[1]
- 0 е едновременно и реално, и имагинерно.